# Новий Загреб-Захід
Новий Загреб-Захід (хорв. Novi Zagreb-zapad хорватська вимова: [nôʋiː zǎːgreb zâːpad]) — міська самоврядна одиниця Загреба, столиці Хорватії. 

## Загальний огляд
Міський район (хорв. gradska četvrt) Новий Загреб-Захід засновано 14 грудня 1999 згідно зі Статутом міста Загреба відповідно до самоорганізації міста Загреба. Район створено шляхом реорганізації (поділу) тодішнього міського району Новий Загреб. Він має виборну раду та ділиться на самоврядні адміністративні одиниці – місцеві комітети.
За даними 2001 року, площа району становила 62,637 км² з населенням 48 981 особа. Середній вік жителів становив 38,8 років, а щільність населення 782 особи/км². Район налічував 16 930 домогосподарств і 18 421 квартиру. Під час хорватського перепису населення у 2011 році у районі Новий Загреб-Захід налічувалося 58 103 мешканці, 21 771 домогосподарство та 27 580 помешкань.
Район лежить у південно-західній частині Загреба. Межує на півдні з міським районом Брезовиця, на сході — з Новим Загребом–Схід, на заході — з Загребським округом. На півночі межі району чітко окреслює річка Сава. Крім частини території власне Загреба, включає також і приміські селища Доні Чехи (хорв. Donji Čehi), Горні Чехи (хорв. Gornji Čehi), Храще-Туропольсько (хорв. Hrašće Turopoljsko), Хорватський Лесковаць (хорв. Hrvatski Leskovac), Єждовець (хорв. Ježdovec), Лучко, Мала Млака (хорв. Mala Mlaka), Одра та незначну частину Брезовиці.
Район відомий Загребським ярмарком, спорткомплексом «Арена Загреб», торговельними центрами «Арена Центр» і «Avenue Mall» та іподромом.

## Мікрорайони Нового Загреба-Захід
- Блато (хорв. Blato): влилося як село в Загребську агломерацію протягом ХХ сторіччя
- Ботинець (хорв. Botinec), відомий своїми вулицями, названими на честь хорватського літературних персонажів
- Кайзериця (хорв. Kajzerica), де міститься загребський чайнатаун[4]
- Ланіште (хорв. Lanište)
- Лучко (хорв. Lučko)
- Реметинецький Гай (хорв. Remetinečki gaj)
- Савський Гай (хорв. Savski gaj)
- Света Клара (хорв. Sveta Klara)
- Сигет (хорв. Siget) — вирізняється багатоповерхівками у дусі соцреалізму, але високої якості
- Трнсько (хорв. Trnsko)
- Трокут (хорв. Trokut)
- Хорватський Лесковаць (хорв. Hrvatski Leskovac)
- Храще (хорв. Hrašće)

45°46′7.15″ пн. ш. 15°57′10.40″ сх. д. / 45.7686528° пн. ш. 15.9528889° сх. д.